# A műlovarnő
A Műlovarnő (A Fernando Cirkuszban) Henri de Toulouse-Lautrec festménye, amely az Art Institute of Chicago gyűjteményének része.
Toulouse-Lautrec 1887–1888-ban festette a képet, amelyet Joseph Oller, a Moulin Rouge tulajdonosa megvásárolt, és a mulató folyosóján helyezett el. A kép a Fernando Cirkusz porondját ábrázolja; ott készült Pierre-Auguste Renoir portréja is a Wartenberg nővérekről.
A képen egy műlovarnő látható, aki féloldalasan ül a lovon, mielőtt feláll a hátára, és átugrik a papírral fedett karikán, amelyet egy fehér ruhás bohóc tart elé. A kompozícó bal szélén a porondmester, Monsieur Loyal áll, aki ostorával biztatja gyorsabb futásra a lovat. A festő a műlovarnőt Suzanne Valadonról mintázhatta, aki csaknem három évig volt a párja.
Joseph Oller 1914-ben adta el a festményt báró LaFaurie-nek, aki 1924-ig tulajdonolta. Abban az évben a chicagói Joseph Winterbotham vásárolta meg, majd a következő esztendőben az Art Institute of Chicagónak ajándékozta.